# Protuberancia

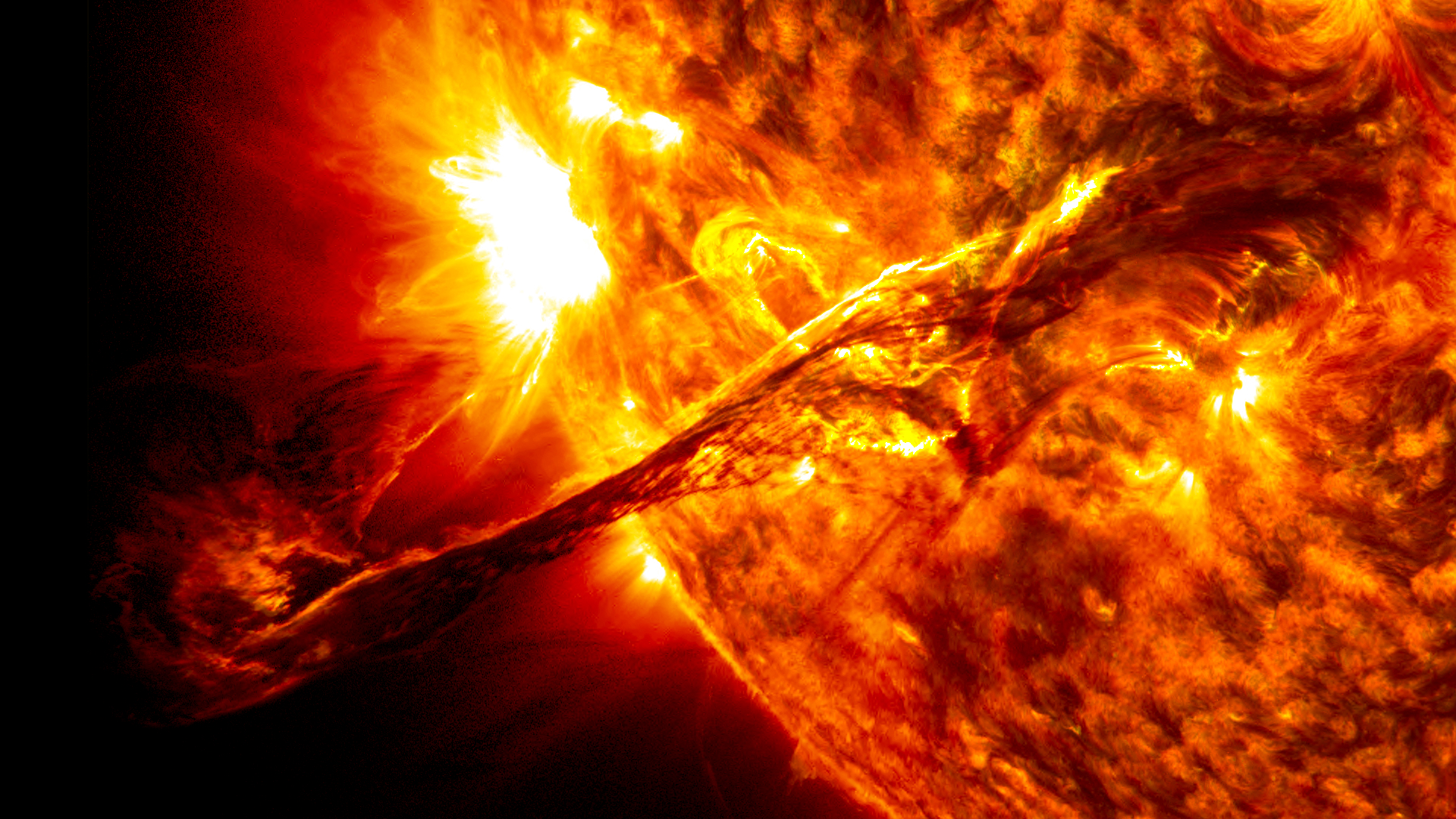
Protuberancia a Napon. A sötét égbolt háttere előtt világosnak, a napkorong előtt viszont azt eltakarva sötétnek látszik.

A protuberancia a napkoronában lebegő vagy mozgó, környezeténél sokkal sűrűbb és hűvösebb felhő.
Nevük az angol szakirodalomban prominence. Mivel 5-10 ezer kelvines hőmérsékletük inkább a kromoszférára, mint az őket övező koronára jellemző érték, megfigyelésükre a kromoszféra megfigyelésére is használt módszerek alkalmazhatók.
Két fő típusuk az egy helyben lebegő, elnyúlt filamentumok és a feldobódó és/vagy lehulló, változatos alakú aktív protuberanciák. A filamentumok egy része napokig vagy hónapokig való mozdulatlanság után egyszer csak aktivizálódik, és heves belső mozgások kíséretében felrepül: ezek az eruptív protuberanciák.

## Filamentumok
Nevüket hosszú, elnyúlt alakjukról kapták. Minden esetben ún. mágneses semleges vonalak (0-vonalak) fölött helyezkednek el, melyek két oldalán a mágneses tér ellentétes polaritású.  Két alcsoportjuk van:

### Nyugodt protuberanciák vagy nyugodt filamentumok
Aktív vidékeken kívül, a nyugodt napfelszín fölött találhatók. Ezek a legnagyobb és legtovább élő protuberanciák. A magas naprajzi szélességeken, a Nap mágneses pólusait övező semleges vonalon található poláris filamentumok mind között a leghatalmasabbak és leghosszabb életűek.
A nyugodt filamentumok hossza mintegy 60-600 megaméter (Mm), magasságuk 15-100 Mm, szélességük csupán 5-15 Mm, tehát a napkoronában lebegő „függönyszerű” képződmények. Élettartamuk 1 héttől akár 6 hónapig is terjedhet. Hőmérsékletük 4300-tól 8500 K-ig terjed, sűrűségük 1011-1012 részecske köbcentiméterenként. Bennük 4 és 20 G közötti mágneses tér mutatható ki.

### Plázs-filamentumok
Mint nevük mutatja, a Nap aktív vidékein helyezkednek el, az aktív vidék napfoltok közötti, plázsnak nevezett részén. Általában kisebbek a nyugodt filamentumoknál és rövidebb életűek, csupán néhány napig vagy akár néhány óráig élnek. Mágneses terük erősebb, 20-70 G. Hossztengelyük mentén 60 km/s-ig terjedő sebességű áramlás figyelhető meg.

### Filamentum-modellek
Mivel a filamentumok a semleges vonalak mentén helyezkednek el, az erővonalak egyik oldalukon „kibújnak a Napból”, a másik oldalon „visszabújnak a Napba”. Ezért a filamentum fölé erővonalakból lugasszerű mágneses árkád borul. Magát a filamentumot is mágneses erők tartják lebegésben. A filamentumok két legelterjedtebb modellje a következő.
- Kippenhahn-Schlüter modell (1957). Ebben a modellben a mágneses árkád teteje „behorpad” és a horpadásban csücsül a filamentum, melynek súlyát így a mágneses görbületi erő ellensúlyozza. A filamentumban a mágneses térnek a 0-vonalra merőleges, vízszintes komponense a környező északi polaritású terület felől a déli polaritású felé mutat (ezt nevezzük normális polaritású, vagy n típusú filamentumnak).
- Kuperus-Raadu modell (1974). Ha az árkád erővonalainak felső részét függőleges tengely körül megcsavarjuk, hurok képződik rajtuk, ami mágneses átkötődés révén összefüggő, vízszintes dugóhúzószerű alakzattá válhat. A dugóhúzó belsejében fekvő protuberanciát ismét csak a görbületi erő tartja fenn. A csavarulat miatt a protuberanciában a mágneses tér 0-vonalra merőleges, vízszintes összetevője most ellentétes a naivan várttal, tehát az ilyen protuberancia inverz polaritású (I típusú).

Az észlelések szerint a protuberanciák körében az I-típus van többségben, sőt egy bizonyos méret fölött minden protuberancia I típusú.

### Fejlődésük. Eruptív protuberanciák
Az őket befogadni képes mágneses térkonfiguráció megjelenése után a filamentumok a napkorona anyagának kondenzációjával jönnek létre. Hosszú ideig változatlan alakúak, bár kisléptékű mozgások megfigyelhetők bennük. Végül anyaguk általában ismét feloszlik a napkoronában.
Egyes filamentumok azonban sokkal látványosabb véget érnek. Hosszú mozdulatlanság után egyszer csak aktivizálódnak, és heves belső mozgások kíséretében felrepülnek: ezek az eruptív protuberanciák. A felrepült anyag olykor ismét visszahull, máskor folytonosan emelkedve felhígul és elhalványul, majd gyaníthatóan elhagyja a Napot. A protuberanciák erupcióját, különösen a legnagyobb ilyen eseményeket, gyakran koronakidobódás és fler is kíséri: ez a jelenségegyüttes a napkitörés.

## Aktív protuberanciák
A filamentumoknál rövidebb életű és kisebb aktív protuberanciák kizárólag aktív vidékeken jelennek meg, és igen nagy formagazdagságot mutatnak. Többnyire flerekhez vagy más mágneses átkötődési jelenségekhez kapcsolódnak. Keletkezhetnek a filamentumokhoz hasonlóan a korona anyagának kondenzációja, vagy a kromoszférikus plazma feldobódása útján. Főbb típusaik a következők.
- Feldobódásos eredetűek:
  - Fellövődés (angolul surge): Függőleges vagy ferde plazmaoszlop, mely akár 100-200 Mm magasságig is fellövődik, majd visszahullik. A jelenség 10-20 perc alatt zajlik le, a sebesség 100–200 km/s.
  - Permet (spray): Széttartó, felrepülő plazmafelhő, amely repülés közben látszólag darabokra, cseppekre esik szét. Sebessége 500–1200 km/s. Gyakran plázs-filamentumok erupciójának eredménye, ezért nehéz éles határt vonni a permetek és az erutív protuberanciák között.
  - Gyors kidobódás (fast ejection): Kompakt, fellőtt plazmacsomó. Sebessége elérheti az 1000 km/s-ot is.
  - Világító ívek (flaring arches): Az anyag egy már létező mágneses hurokba injektálódik, láthatóvá téve azt.
- Kondenzációs eredetűek:
  - Posztfler hurkok (postflare loops): a fler során mágneses átkötődéssel létrejött új hurokrendszer, mely a fler okozta kromoszférapárolgás révén anyaggal telítődött. A hűlő plazma kikondenzálódik, és a hurkok mentén lefelé áramlik. (A posztfler hurkok és világító ívek közös neve: hurokprotuberanciák.)
  - Koronaeső (coronal rain): Fizikailag a posztfler hurkokkal azonos jelenség, de a kevésbé szabályos geometria miatt a leáramló plazma nem összefüggő, hanem darabokban vagy cseppekben hullik le.
  - Koronafelhő (coronal cloud): Szintén rokon jelenség, de a kikondenzálódott anyagot a mágneses térkonfiguráció átmenetileg fenntartja, míg itt-ott „csorog” belőle a plazma..

## Külső hivatkozások
- A Nap, ahogy még soha nem láttuk – Az SDO képei. In: Index, 2010. április 22.